# Jean-Baptiste Kempf
Pour les articles homonymes, voir Kempf.
Jean-Baptiste Kempf, né le 30 mars 1983, est un ingénieur informaticien français, contributeur majeur du projet VideoLAN ainsi que du logiciel VLC.

## Biographie

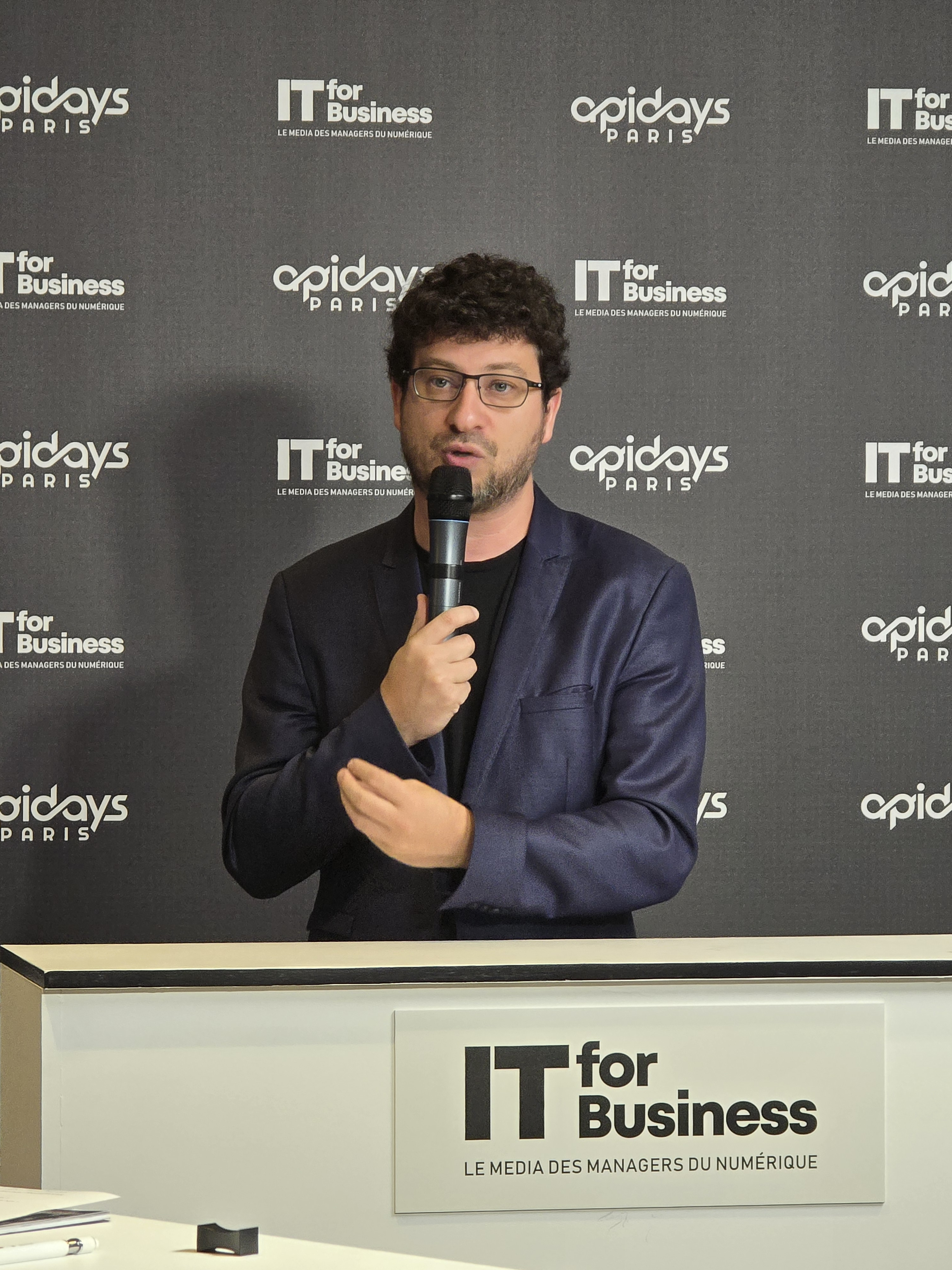
Jean-Baptiste Kempf lors d'un entretien pendant un forum Apidays en 2024.

Fils d'un professeur en macroéconomie, Jean-Baptiste Kempf fréquente le lycée Henri-IV à Paris, passe un baccalauréat scientifique, étudie en classe préparatoire aux grandes écoles puis intègre l'École centrale Paris (promotion 2006) en septembre 2003. Il en sort diplômé en 2006, spécialité Informatique et Télécommunication.
Il commence son travail sur VideoLAN, un projet de deuxième année d'études à l'École centrale, et sur VLC en 2003,. Il s'investit dans l'association VIA Centrale Réseaux en tant que vice-président, qui travaille à l'amélioration du réseau informatique des étudiants. Pour donner au projet une indépendance vis-à-vis de l'École centrale, il fonde en 2008 l'association VideoLAN, dont il est depuis le président.
En 2012, il crée l'entreprise Videolabs qui vend des services autour de VLC et soutient financièrement le développement du logiciel.
En septembre 2020, il est nommé directeur de la technologie chez Blade, remplaçant Arnaud Lamy,. Lors de la reprise de Blade par la holding d'Octave Klaba en 2021, il est démis de ses fonctions de directeur technique.
En 2022, il devient membre du conseil de direction de Weytop, société française de Cloud PC.
En novembre 2024, il devient le directeur de la technologie de Scaleway.

## Distinctions
- Chevalier de l'ordre national du Mérite – en 2018, pour douze ans de services dans le monde associatif et le développement informatique[16].